# Trhypochthonius nigricans
Trhypochthonius nigricans är en kvalsterart som beskrevs av Rainer Willmann 1928. Trhypochthonius nigricans ingår i släktet Trhypochthonius och familjen Trhypochthoniidae. Inga underarter finns listade i Catalogue of Life.